# Heidemoor bei Ottermoor
Das Heidemoor bei Ottermoor ist ein Naturschutzgebiet in der niedersächsischen Gemeinde Otter in der Samtgemeinde Tostedt im Landkreis Harburg.

## Allgemeines
Das Naturschutzgebiet mit dem Kennzeichen NSG LÜ 044 ist rund 121 Hektar groß. Es ist zu einem großen Teil Bestandteil des FFH-Gebietes „Wümmeniederung“. Im Westen und Süden grenzt es an das Naturschutzgebiet „Obere Wümmeniederung“. Das Naturschutzgebiet umfasste zunächst einen rund 21 Hektar großen Bereich des Heidemoors, das zum 16. Dezember 1978 unter Naturschutz gestellt worden war. Zum 1. Dezember 2018 wurde es auf seine jetzige Größe von rund 121 Hektar erweitert und dabei unter anderem die das bisherige Naturschutzgebiet umgebenen Bereiche des FFH-Gebietes „Wümmeniederung“ in das Naturschutzgebiet einbezogen. Zuständige untere Naturschutzbehörde ist der Landkreis Harburg.

## Beschreibung
Das Naturschutzgebiet liegt in etwa zwischen Tostedt und Schneverdingen in der Wümmeniederung nördlich von Wintermoor, einem Ortsteil von Schneverdingen. Es stellt ein Dünengebiet am Südrand des Todtshorner Moränenrückens unter Schutz. Im zentralen Bereich sind die Ausblasmulden der Dünen vermoort. Hier wachsen Birken- und Kiefernmoorwälder mit Torfmoosen, Pfeifengräsern und Gagelsträuchern. Auf waldfreien Moorbereichen siedeln Torfmoose, Weißes Schnabelried, Rundblättriger und Mittlerer Sonnentau, Moorheiden mit Glocken-, Besen- und Rosmarinheide, Moorlilie, Lungenenzian, Moosbeere und Schwarze Krähenbeere.
Auf den höherliegenden, trockenen Standorten der nach Norden anschließenden, auslaufenden Moränen stocken Kiefern- und Eichenwälder, in die Sandheiden mit Besenheide eingebettet sind. Stellenweise siedeln Wacholder und Ginster. Offene Bereiche werden von Sandtrockenrasen mit Silbergras und Straußgräsern eingenommen. Eine Besonderheit ist ein Vorkommen der Ästigen Graslilie. Die Wälder im Naturschutzgebiet sind überwiegend alt- und totholzreich.
Stellenweise sind Stillgewässer mit gut entwickelter Wasser- und Verlandungsvegetation zu finden. Hier siedeln Laichkraut- und Froschbissgesellschaften. Eines der Stillgewässer im Norden des Naturschutzgebietes ist aus einer ehemaligen Sandentnahmestelle hervorgegangen.
In dem Gebiet entspringt der Fuhlbach, der nach wenigen Kilometern in die Wümme mündet. Er wird teilweise von Erlen-Eschenauwäldern mit Schwarzerle und Gemeiner Esche begleitet. In der Krautschicht siedeln unter anderem Waldbingelkraut, Hexenkraut und Kleiner Baldrian.
In das Naturschutzgebiet sind randlich liegende, landwirtschaftliche Nutzflächen einbezogen. Diese werden teilweise als Grünland, teilweise als Acker genutzt. Nach Norden grenzen weitere landwirtschaftliche Nutzflächen und Wälder an das Naturschutzgebiet, nach Osten überwiegend landwirtschaftliche Nutzflächen.
Das von einem Biotopmosaik geprägte Naturschutzgebiet ist Lebensraum einer artenreichen Fauna. So sind die Moore und vermoorten Bereiche unter anderem Lebensraum für Kranich und Waldschnepfe, Reptilien wie Waldeidechse und Kreuzotter und Amphibien wie Moorfrosch sowie die Libellenarten Torf-Mosaikjungfer, Hochmoor-Mosaikjungfer und Kleine Moosjungfer. Die Wiesen beherbergen z. B. Wiesenpieper und Schafstelze, die Heuschreckenarten wie Großes Heupferd und Kurzflüglige Schwertschrecke sowie verschiedene Schmetterlinge und andere Insekten. Trockene Rasen- und Heideflächen bieten unter anderem Zauneidechse und Schlingnatter einen geeigneten Lebensraum. Die Wälder beherbergen z. B. Grün- und Kleinspecht sowie Fransenfledermaus und Kleinen Abendsegler.
Die Fließgewässer sind Lebensraum für Groppe, Bachneunauge, Eisvogel und Fischotter und Nahrungshabitat der Teichfledermaus.